# I-TEPS
i-TEPS(i-Test of English Proficiency developed by Seoul National University)는 서울대학교에서 시행하는 영어 공인 시험의 하나로, 듣기, 읽기, 쓰기, 말하기 능력을 통합적으로 평가한다. 2009년 10월부터 시행되었다.

## 같이 보기
- TEPS